# Mistrzostwa Europy w Short Tracku 1997
1. edycja Mistrzostw Europy w Short Tracku odbyła się w dniach 17 stycznia – 19 stycznia 1997 w szwedzkim Malmö.

## Klasyfikacja medalowa
Pogrubieniem oznaczono kraj będący gospodarzem mistrzostw (Szwecja):
| Lp.    | Kraj            | Złoto | Srebro | Brąz | Razem |
| 1.     | Włochy          | 10    | 2      | 3    | 15    |
| 2.     | Holandia        | 1     | 3      | 1    | 5     |
| 3.     | Wielka Brytania | 1     | 1      | 1    | 3     |
| 4.     | Rosja           | 0     | 2      | 3    | 5     |
| 5.     | Bułgaria        | 0     | 2      | 1    | 3     |
| 6.     | Francja         | 0     | 1      | 2    | 3     |
| 7.     | Szwecja         | 0     | 1      | 1    | 2     |
| Ogółem | Ogółem          | 12    | 12     | 12   | 36    |

## Medaliści i medalistki

### Mężczyźni
| Konkurencja          | Złoto             | Czas     | Srebro           | Czas     | Brąz             | Czas     |
| -------------------- | ----------------- | -------- | ---------------- | -------- | ---------------- | -------- |
| 500 metrów           | Mirko Vuillermin  | 43.393   | Fabio Carta      | 43.594   | Nicky Gooch      | 43.629   |
| 1000 metrów          | Fabio Carta       | 1:40.996 | Nicky Gooch      | 1:41.112 | Mirko Vuillermin | 1:41.188 |
| 1500 metrów          | Mirko Vuillermin  | 2:33.215 | Martin Johansson | 2:33.311 | Bruno Loscos     | 2:33.440 |
| 3000 metrów          | Fabio Carta       | 5:08.091 | Bruno Loscos     | 5:10.348 | Martin Johansson | 5:10.458 |
| Wielobój             | Fabio Carta       | 13 pkt.  | Mirko Vuillermin | 12 pkt.  | Bruno Loscos     | 7 pkt.   |
| Sztafeta 5000 metrów | Wielka Brytania · | 7:15.850 | Holandia ·       | 7:16.019 | Włochy ·         | 7:25.008 |

### Kobiety
| Konkurencja          | Złoto              | Czas     | Srebro            | Czas     | Brąz              | Czas     |
| -------------------- | ------------------ | -------- | ----------------- | -------- | ----------------- | -------- |
| 500 metrów           | Marinella Canclini | 46.187   | Ewgenija Radanowa | 46.259   | Jelena Tichanina  | 46.339   |
| 1000 metrów          | Marinella Canclini | 1:38.535 | Jelena Tichanina  | 1:38.797 | Ellen Wiegers     | 1:39.241 |
| 1500 metrów          | Ellen Wiegers      | 2:41.571 | Jelena Tichanina  | 2:41.819 | Ewgenija Radanowa | 2:42.070 |
| 3000 metrów          | Marinella Canclini | 5:36.987 | Ellen Wiegers     | 5:37.341 | Katia Colturi     | 5:37.555 |
| Wielobój             | Marinella Canclini | 15 pkt.  | Ellen Wiegers     | 11 pkt.  | Jelena Tichanina  | 9 pkt.   |
| Sztafeta 3000 metrów | Włochy ·           | 4:31.565 | Bułgaria ·        | 4:32.217 | Rosja ·           | 4:34.649 |